# Torneo Apertura 2018 de Segunda División de Costa Rica
El Torneo Apertura 2018 fue la edición 84 del campeonato de liga de la Segunda División del fútbol costarricense.

## Sistema de competición
El torneo de la Liga de Ascenso está conformado en dos partes:
- Fase de clasificación: Se integra por las 18 jornadas de cada grupo.
- Fase final: Se integra por los partidos de cuartos de final, semifinal y final.

### Fase de clasificación
En la fase de clasificación se observará el sistema de puntos. La ubicación en la tabla general está sujeta a lo siguiente:
- Por juego ganado se obtendrán tres puntos.
- Por juego empatado se obtendrá un punto.
- Por juego perdido no se otorgan puntos.

En esta fase participan los 18 clubes de la Liga de Ascenso, los cuales son divididos en dos grupos. Las jornadas se disputarán únicamente entre los equipos de cada grupo, por lo que no podrán enfrentarse todos contra todos, para agilizar los costos de los itinerarios y reducir las largas distancias entre las provincias.
El orden de los clubes al final de la fase de calificación del torneo corresponderá a la suma de los puntos obtenidos por cada uno de ellos y se presentará en forma descendente. Si al finalizar las 18 jornadas del torneo, dos o más clubes estuviesen empatados en puntos, su posición en la tabla general será determinada atendiendo a los siguientes criterios de desempate:
1. Mayor diferencia positiva general de goles. Este resultado se obtiene mediante la sumatoria de los goles anotados a todos los rivales, en cada campeonato menos los goles recibidos de estos.
2. Mayor cantidad de goles a favor, anotados a todos los rivales dentro de la misma competencia.
3. Mejor puntuación particular que hayan conseguido en las confrontaciones particulares entre ellos mismos.
4. Mayor diferencia positiva particular de goles, la cual se obtiene sumando los goles de los equipos empatados y restándole los goles recibidos.
5. Mayor cantidad de goles a favor que hayan conseguido en las confrontaciones entre ellos mismos.
6. Como última alternativa, el comité de competición realizaría un sorteo para el desempate.

### Fase final
Al término de la primera fase, los cuatro equipos mejores ubicados de cada grupo clasifican directamente a los cuartos de final. El orden las etapas es el siguiente:
- Cuartos de final
- Semifinales
- Final

Los partidos de cuartos de final se jugarán ida y vuelta emparejados de la siguiente manera:
Los encuentros de las semifinales se disputarán de esta forma:
Disputarán el título de Campeón del Torneo de Clausura, los dos clubes vencedores de la fase semifinal correspondiente, reubicándolos del uno al dos, de acuerdo a su mejor posición en la tabla general de clasificación al término de la jornada 18 de la competencia. Además, el conjunto vencedor garantiza un puesto en la final nacional por el ascenso.

## Ascenso y descenso
| Pos | De Liga FPD a la Liga de Ascenso |
| --- | -------------------------------- |
| 12º | Municipal Liberia                |

| Pos | De Liga de Ascenso a la Liga FPD |
| --- | -------------------------------- |
| 1º  | A.D. San Carlos                  |

| Pos | De Liga de Ascenso a la LINAFA |
| --- | ------------------------------ |
| 18º | Barrio México                  |

| Pos | De LINAFA a la Liga de Ascenso |
| --- | ------------------------------ |
| 1º  | Puerto Golfito FC              |

## Información de los equipos
La capital, San José, es la provincia que más equipos aporta a la temporada 2018-2019 con un total de 7 clubes, entre ellos algunos históricos como el Uruguay de Coronado, e incluso con un reciente pasado efímero en Primera División como el AS Puma Generaleña.
Además las provincias de Alajuela, Guanacaste y Puntarenas igualan en tres representaciones; este último con un nuevo representante, el Puerto Golfito FC, quién ganó el ascenso de LINAFA. El cuadro lo cierra Cartago y Limón con solo un representante.
Cabe resaltar que los equipos de Deportivo Cartagena, quién utiliza mantiene alquilada la franquicia a San Ramón es tomado geográficamente como parte de Alajuela por tener como sede este cantón; así como el Once de Abril-Aserrí FC, quienes la Alajuelense alquila la franquicia y tiene como sede el estadio Morera Soto.
La única provincia que no tiene representación en esta temporada es la de Heredia.
| Equipo                                        | Fundación      | Estadio                               | Capacidad | Ciudad/Provincia              | TV                     |
| --------------------------------------------- | -------------- | ------------------------------------- | --------- | ----------------------------- | ---------------------- |
| A.D. Juventud Escazuceña                      | 2000 (25 años) | Estadio Nicolás Masís                 | 4500      | Escazú, San José              | TD+                    |
| AS Puma Generaleña                            | 2010 (15 años) | Polideportivo de Pérez Zeledón        | 1000      | Pérez Zeledón, San José       | Multimedios Televisión |
| C.S. Uruguay de Coronado                      | 1936 (89 años) | Estadio Municipal El Labrador         | 2500      | Vázquez de Coronado, San José | Multimedios Televisión |
| Curridabat FC                                 | 2016 (9 años)  | Estadio José Ángel "Lito" Monge       | 2000      | Curridabat, San José          | Multimedios Televisión |
| FC Desamparados                               | 2017 (8 años)  | Estadio "Cuty" Monge                  | 5000      | Desamparados, San José        | TD+                    |
| Municipal Santa Ana                           | 1993 (32 años) | Estadio Municipal de Piedades         | 1000      | Santa Ana, San José           | TD+                    |
| Sporting San José                             | 2016 (8 años)  | Estadio Ernesto Rohrmoser             | 3000      | Pavas, San José               | TD+                    |
| A.D. COFUTPA                                  | 2012 (13 años) | Estadio Jorge "Palmareño" Solís       | 4.000     | Palmares, Alajuela            | TD+                    |
| Deportivo Cartagena (AD. Municipal San Ramón) | 2013 (11 años) | Estadio Guillermo Vargas Roldán       | 3000      | San Ramón, Alajuela           | TD+                    |
| C.S. Once de Abril                            | 2018 (7 años)  | Centro de Alto Rendimiento Túrrucares | 1000      | Alajuela, Alajuela            | TD+                    |
| AD. Municipal Turrialba                       | 1940 (84 años) | Estadio Rafael Ángel Camacho          | 4500      | Turrialba, Cartago            | TD+                    |
| A.D. Guanacasteca                             | 1973 (52 años) | Estadio Chorotega                     | 5000      | Nicoya, Guanacaste            | TD+                    |
| A.D. Santa Rosa                               | 2004 (21 años) | Cancha de Santa Rosa                  | 1.000     | Santa Cruz, Guanacaste        | TD+                    |
| Municipal Liberia                             | 1977 (48 años) | Estadio Edgardo Baltodano             | 5.979     | Liberia, Guanacaste           | TD+                    |
| A.D. Jicaral Sercoba                          | 1981 (44 años) | Estadio Luis "Chochi" Briceño         | 1000      | Jicaral, Puntarenas           | Multimedios Televisión |
| Puerto Golfito FC                             | 2011 (14 años) | Estadio Fortunato Atencio             | 2500      | Golfito, Puntarenas           | TD+                    |
| Puntarenas FC                                 | 2004 (20 años) | Estadio "Lito" Pérez                  | 4105      | Puntarenas, Puntarenas        | Multimedios Televisión |
| A.D. Cariari Pococí                           | 2000 (25 años) | Estadio Comunal de Cariari            | 1200      | Cariari (Pococí), Limón       | TD+                    |

## Fase de clasificación

### Grupo A
|    | Equipos              |  | PJ | PG | PE | PP | GF | GC | Dif. | Pts. |
| -- | -------------------- |  | -- | -- | -- | -- | -- | -- | ---- | ---- |
| 1. | Deportivo Cartagena  |  | 16 | 11 | 5  | 0  | 40 | 16 | +24  | 38   |
| 2. | Puntarenas FC        |  | 16 | 8  | 6  | 2  | 27 | 17 | +10  | 30   |
| 3. | A.D. Jicaral Sercoba |  | 16 | 9  | 2  | 5  | 34 | 18 | +16  | 29   |
| 4. | A.D. Guanacasteca    |  | 16 | 8  | 2  | 6  | 23 | 23 | 0    | 26   |
| 5. | Municipal Liberia    |  | 16 | 5  | 3  | 8  | 18 | 25 | -7   | 18   |
| 6. | A.D. Santa Rosa      |  | 16 | 4  | 5  | 7  | 15 | 21 | -6   | 17   |
| 7. | Municipal Santa Ana  |  | 16 | 4  | 4  | 8  | 16 | 22 | -6   | 16   |
| 8. | FC Desamparados      |  | 16 | 4  | 4  | 8  | 15 | 29 | -14  | 16   |
| 9. | A.D. COFUTPA         |  | 16 | 2  | 3  | 11 | 21 | 38 | -17  | 9    |

### Grupo B
|    | Equipos                  |  | PJ | PG | PE | PP | GF | GC | Dif. | Pts. |
| -- | ------------------------ |  | -- | -- | -- | -- | -- | -- | ---- | ---- |
| 1. | Sporting San José        |  | 16 | 10 | 5  | 1  | 30 | 13 | +17  | 35   |
| 2. | AS Puma Generaleña       |  | 16 | 7  | 5  | 4  | 32 | 24 | +8   | 26   |
| 3. | AD Juventud Escazuceña   |  | 16 | 7  | 4  | 5  | 20 | 18 | +2   | 25   |
| 4. | Puerto Golfito FC        |  | 16 | 4  | 9  | 3  | 20 | 17 | +3   | 21   |
| 5. | A.D. Cariari Pococí      |  | 16 | 5  | 4  | 7  | 23 | 27 | -4   | 19   |
| 6. | Curridabat FC            |  | 16 | 3  | 9  | 4  | 16 | 20 | -4   | 18   |
| 7. | C.S. Once de Abril       |  | 16 | 5  | 2  | 9  | 14 | 24 | -10  | 17   |
| 8. | AD. Municipal Turrialba  |  | 16 | 3  | 6  | 7  | 16 | 26 | -10  | 15   |
| 9. | C.S. Uruguay de Coronado |  | 16 | 2  | 8  | 6  | 19 | 21 | -2   | 14   |

| Simbología |
| --- |
| Pos – Posición; PJ – Partidos Jugados; PG - Partidos Ganados; PE - Partidos Empatados; PP - Partidos Perdidos; GF – Goles a Favor; GC – Goles en Contra; DIF – Diferencia de Goles; PTS - Puntos. |

|  | Clasifican a la Fase Final |  | Último Lugar del Grupo. |  | Desciende a LINAFA. |

### Tabla General
|     | Equipos                  |  | PJ | PG | PE | PP | GF | GC | Dif. | Pts. |
| --- | ------------------------ |  | -- | -- | -- | -- | -- | -- | ---- | ---- |
| 1.  | Deportivo Cartagena      |  | 16 | 11 | 5  | 0  | 40 | 16 | +24  | 38   |
| 2.  | Sporting San José        |  | 16 | 10 | 5  | 1  | 30 | 13 | +17  | 35   |
| 3.  | Puntarenas FC            |  | 16 | 8  | 6  | 2  | 27 | 17 | +10  | 30   |
| 4.  | A.D. Jicaral Sercoba     |  | 16 | 9  | 2  | 5  | 34 | 18 | +16  | 29   |
| 5.  | AS Puma Generaleña       |  | 16 | 7  | 5  | 4  | 32 | 24 | +8   | 26   |
| 6.  | A.D. Guanacasteca        |  | 16 | 8  | 2  | 6  | 23 | 23 | 0    | 26   |
| 7.  | AD Juventud Escazuceña   |  | 16 | 7  | 4  | 5  | 20 | 18 | +2   | 25   |
| 8.  | Puerto Golfito FC        |  | 16 | 4  | 9  | 3  | 20 | 17 | +3   | 21   |
| 9.  | A.D. Cariari Pococí      |  | 16 | 5  | 4  | 7  | 23 | 27 | -4   | 19   |
| 10. | Curridabat FC            |  | 16 | 3  | 9  | 4  | 16 | 20 | -4   | 18   |
| 11. | Municipal Liberia        |  | 16 | 5  | 3  | 8  | 18 | 25 | -7   | 18   |
| 12. | A.D. Santa Rosa          |  | 16 | 4  | 5  | 7  | 15 | 21 | -6   | 17   |
| 13. | C.S. Once de Abril       |  | 16 | 5  | 2  | 9  | 14 | 24 | -10  | 17   |
| 14. | Municipal Santa Ana      |  | 16 | 4  | 4  | 8  | 16 | 22 | -6   | 16   |
| 15. | FC Desamparados          |  | 16 | 4  | 4  | 8  | 15 | 29 | -14  | 16   |
| 16. | AD. Municipal Turrialba  |  | 16 | 3  | 6  | 7  | 16 | 26 | -10  | 15   |
| 17. | C.S. Uruguay de Coronado |  | 16 | 2  | 8  | 6  | 19 | 21 | -2   | 14   |
| 18. | A.D. COFUTPA             |  | 16 | 2  | 3  | 11 | 21 | 38 | -17  | 9    |

## Fase final
|  | Cuartos de final                                         | Cuartos de final                                         | Cuartos de final                                         |   |                     | Semifinales                                            | Semifinales                                            | Semifinales                                            |  |  | Final                                         | Final                                         | Final                                         |
|  | 10 y 11 de noviembre (ida) 17 y 18 de noviembre (vuelta) | 10 y 11 de noviembre (ida) 17 y 18 de noviembre (vuelta) | 10 y 11 de noviembre (ida) 17 y 18 de noviembre (vuelta) |   |                     | 24 y 25 de noviembre (ida) 1 y 2 de diciembre (vuelta) | 24 y 25 de noviembre (ida) 1 y 2 de diciembre (vuelta) | 24 y 25 de noviembre (ida) 1 y 2 de diciembre (vuelta) |  |  | 9 de diciembre (ida) 16 de diciembre (vuelta) | 9 de diciembre (ida) 16 de diciembre (vuelta) | 9 de diciembre (ida) 16 de diciembre (vuelta) |
|  |                                                          |                                                          |                                                          |   |                     |                                                        |                                                        |                                                        |  |  |                                               |                                               |                                               |
|  | Puerto Golfito FC                                        | 0                                                        | 0                                                        |   |                     |                                                        |                                                        |                                                        |  |  |                                               |                                               |                                               |
|  | Deportivo Cartagena                                      | 3                                                        | 3                                                        |   |                     |                                                        |                                                        |                                                        |  |  |                                               |                                               |                                               |
|  | Deportivo Cartagena                                      | 3                                                        | 3                                                        |   | Deportivo Cartagena | 0                                                      | 1                                                      |                                                        |  |  |                                               |                                               |                                               |
|  |                                                          |                                                          |                                                          |   | Deportivo Cartagena | 0                                                      | 1                                                      |                                                        |  |  |                                               |                                               |                                               |
|  |                                                          | A.D. Jicaral Sercoba                                     | 2                                                        | 1 |                     |                                                        |                                                        |                                                        |  |  |                                               |                                               |                                               |
|  | A.D. Jicaral Sercoba                                     | A.D. Jicaral Sercoba                                     | 2                                                        | 1 | 2                   | 4                                                      |                                                        |                                                        |  |  |                                               |                                               |                                               |
|  | A.D. Jicaral Sercoba                                     |                                                          |                                                          |   | 2                   | 4                                                      |                                                        |                                                        |  |  |                                               |                                               |                                               |
|  | AS Puma Generaleña                                       | 0                                                        | 2                                                        |   |                     |                                                        |                                                        |                                                        |  |  |                                               |                                               |                                               |
|  |                                                          |                                                          |                                                          |   |                     |                                                        |                                                        |                                                        |  |  | A.D. Jicaral Sercoba                          | 1                                             | 1                                             |
|  |                                                          |                                                          | A.D. Guanacasteca                                        | 1 | 4                   |                                                        |                                                        |                                                        |  |  |                                               |                                               |                                               |
|  | AD. Juventud Escazuceña                                  | 1                                                        | 0                                                        |   |                     |                                                        |                                                        |                                                        |  |  |                                               |                                               |                                               |
|  | Puntarenas FC                                            | 1                                                        | 3                                                        |   |                     |                                                        |                                                        |                                                        |  |  |                                               |                                               |                                               |
|  | Puntarenas FC                                            | 1                                                        | 3                                                        |   | Puntarenas FC       | 0                                                      | 1                                                      |                                                        |  |  |                                               |                                               |                                               |
|  |                                                          |                                                          |                                                          |   | Puntarenas FC       | 0                                                      | 1                                                      |                                                        |  |  |                                               |                                               |                                               |
|  |                                                          | A.D. Guanacasteca                                        | 1                                                        | 1 |                     |                                                        |                                                        |                                                        |  |  |                                               |                                               |                                               |
|  | A.D. Guanacasteca                                        | A.D. Guanacasteca                                        | 1                                                        | 1 | 0                   | 2(3)                                                   |                                                        |                                                        |  |  |                                               |                                               |                                               |
|  | A.D. Guanacasteca                                        |                                                          |                                                          |   | 0                   | 2(3)                                                   |                                                        |                                                        |  |  |                                               |                                               |                                               |
|  | Sporting San José                                        | 0                                                        | 2(1)                                                     |   |                     |                                                        |                                                        |                                                        |  |  |                                               |                                               |                                               |

| Campeón Torneo de Apertura 2018 |
|                                 |
|                                 |
| A.D. Guanacasteca               |

## Estadísticas

### Máximos goleadores
Lista con los máximos goleadores de la competencia.
| 1.º                                         | Berny Solórzano   | Deportivo Cartagena | 11 |
| 1.º                                         | Henry Cooper      | Puerto Golfito FC   | 11 |
| 3.º                                         | Alejandro Porras  | AS Puma             | 7  |
| 3.º                                         | Jeffry Montoya    | AS Puma             | 7  |
| 3.º                                         | Leonardo Azofeifa | A.D. Cariari Pococí | 7  |
| Última actualización: 30 de octubre de 2018 |                   |                     |    |